# Karl (Hessen-Philippsthal-Barchfeld)

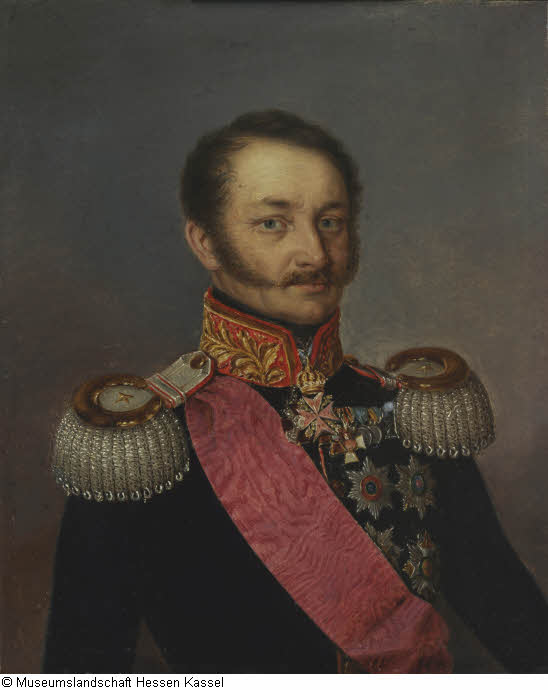

Karl August Philipp Ludwig von Hessen-Philippsthal-Barchfeld (* 27. Juni 1784 in Barchfeld; † 17. Juli 1854 in Philippsthal) war Landgraf von Hessen-Philippsthal-Barchfeld aus dem Haus Hessen.

## Leben
Karl war ein Sohn des Landgrafen Adolf von Hessen-Philippsthal-Barchfeld (1743–1803) aus dessen Ehe mit Luise (1752–1805), Tochter des Herzogs Anton Ulrich von Sachsen-Meiningen. Er folgte seinem Vater 1803 als Landgraf von Hessen-Philippsthal-Barchfeld. Zunächst in preußischen Diensten, wechselte er in den russischen Militärdienst und kämpfte auf russischer Seite in den napoleonischen Kriegen unter anderem in der Schlacht von Borodino, dort rettete er seinem schwer verletzten Bruder Ernst das Leben.
Nachdem er aus dem russischen Militärdienst ausgeschieden war, wurde er in kurhessischen Diensten 1836 zum Generalleutnant befördert. Karl lebte später auf Schloss Augustenau in Herleshausen.

## Nachkommen
Karl heiratete am 19. Juli 1816 in Öhringen in erster Ehe Auguste (1793–1821), Tochter des Fürsten Friedrich Ludwig zu Hohenlohe-Ingelfingen, mit der er folgende Kinder hatte:
- Bertha (1818–1888)

⚭ 1839 Fürst Ludwig zu Bentheim und Steinfurt (1812–1890)
- Emilie (1821–1836)

Seine zweite Ehefrau wurde am 10. September 1823 in Steinfurt Sophie (1794–1873), Tochter des Fürsten Ludwig Wilhelm Geldricus Ernst zu Bentheim und Steinfurt, mit der er folgende Kinder hatte:
- Viktor (1824–1846)
- Alexander (1826–1841)
- Alexis (1829–1905), Landgraf von Hessen-Philippsthal-Barchfeld

⚭ 1854 (gesch. 1861) Prinzessin Luise von Preußen (1829–1901)
- Wilhelm (1831–1890)

⚭ 1. 1857 morganatisch (gesch. 1872) Prinzessin Maria von Hanau (1839–1917)
⚭ 2. 1873 Prinzessin Juliane zu Bentheim und Steinfurt (1842–1878)
⚭ 3. 1879 Prinzessin Adelheid zu Bentheim und Steinfurt (1840–1880)
⚭ 4. 1884 Prinzessin Auguste von Schleswig-Holstein-Sonderburg-Glücksburg (1844–1932)